# Marco Palmezzano
Marco Palmezzano (Forlì, 1460 – Forlì, 1539) est un peintre et un architecte italien, actif à la fin du XVe et au début du XVIe siècle, de l'école de Forlì, en Romagne, dont l'œuvre se rattache au courant de la haute Renaissance.

## Biographie

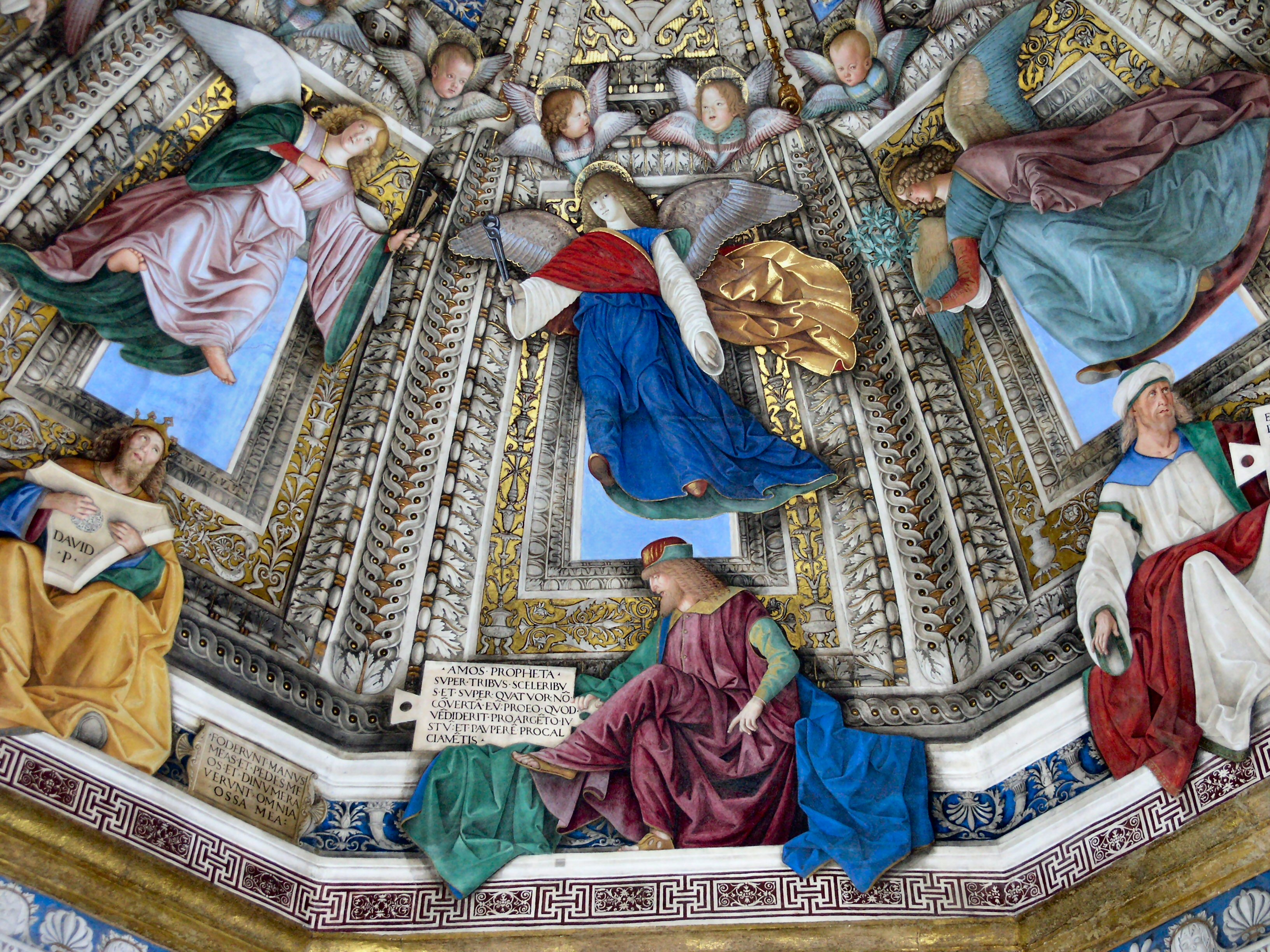
Chapelle San Marco de la sainte Maison de Lorette de Melozzo da Forli

Elève de Melozzo da Forlì, Marco Palmezzano travaille aux côtés de ce dernier à la sacristie de San Marco dans la Basilique de la Sainte Maison à Lorette, entre 1477 et 1479, et à la Basilique sainte Croix de Jérusalem à Rome. 
Entre 1493 et 1495, il participe à la dernière commande de Melozzo, la décoration de la chapelle Feo à San Biagio de Forlì.
Très proche de Melozzo, Marco Palmezzano subit aussi l'influence de Antoniazzo Romano et des peintres de Ferrara.
Il signe ses premières œuvres Marcus de Melotiis.

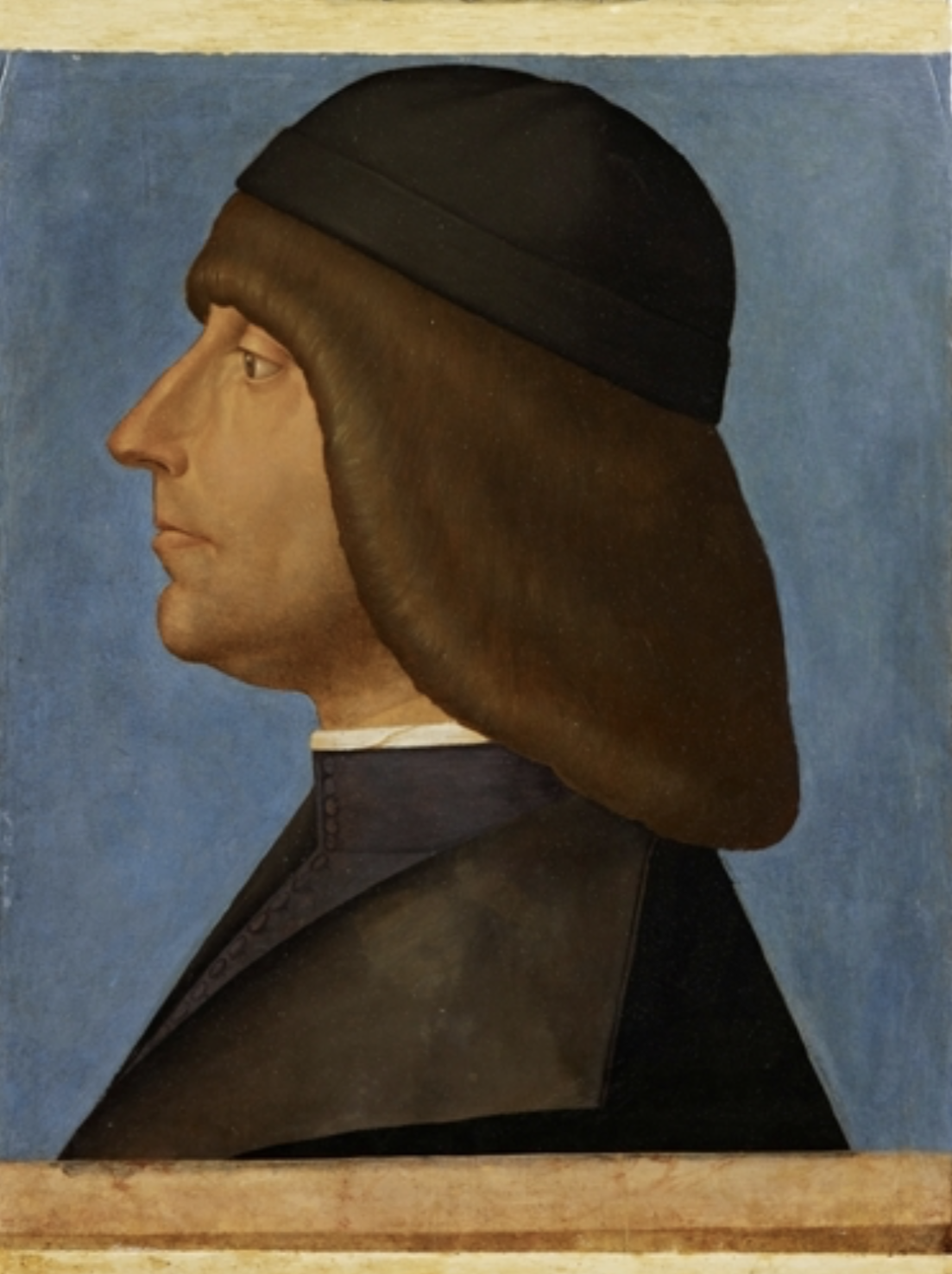
Portrait d’homme, huile sur bois, 47.2 x 35.7 cm, 1500/1505, the Queen’s Gallery de Buckingham Pallace

L'apogée de son art se situe entre 1493 et 1505 : il peint notamment 
- Portrait d’homme, huile sur bois, 47.2 x 35.7 cm, 1500/1505, the Queen’s Gallery de Buckingham PallaceL'apogée de son art se situe entre 1493 et 1505, il peint le Couronnement de la Vierge de la Brera, l'Annonciation de la pinacothèque de Forlì, les Vierges à l'enfant avec deux saints de la pinacothèque de Faenza (1498) et de l'église S. Francesco de Matelica (1501), la Communion des Apôtres de la pinacothèque de Forlì.

Marco Palmezzano collabore avec Piero della Francesca, dont il est  apprécié pour ses perspectives. Il est cité dans l'ouvrage De divina proportione de Luca Pacioli (1496-1498), publié à Venise en 1509. 

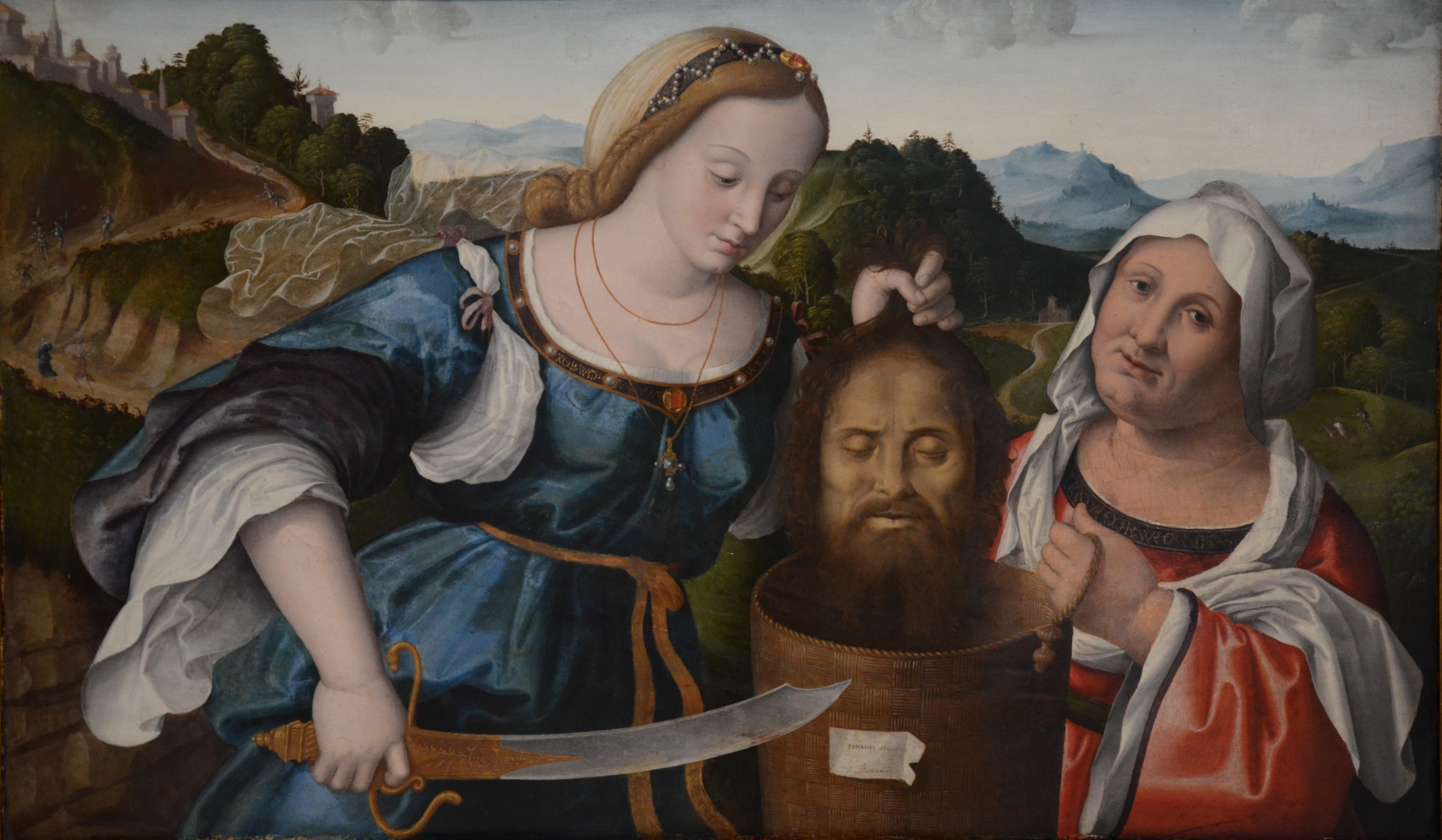
Judith tenant la tête d'Holopherne

Il prolonge au XVIe siècle, les archétypes de la fin du  quattrocento: compositions rigides, formes lisses, couleurs claires, avec parfois une netteté plastique et une lucidité assez remarquables.
Il voyage à Rome dans les années 1490, à Venise en 1495, puis à Florence, à Cesena, à Ravenne.
Après son voyage à Venise, on voit dans certaines de ces œuvres l'influence exercée par les peintres vénitiens, et en particulier, Giovanni Bellini.
Palmezzano a eu une production abondante, il a exécuté de nombreux retables.
La pinacothèque de Forlì, sa ville natale, conserve un bel ensemble de ses peintures ; celle de Faenza, du Vatican et de Brera notamment possèdent chacune plusieurs de ces œuvres.

## Œuvres
- Triptyque de San Biagio à Forli'Pinacoteca civica de Forlì :
  - Autoportrait,
  - Baptême du christ,
  - Nativité,
  - Annonciation,
  - Chemin de Croix,
  - La Communion des apôtre,

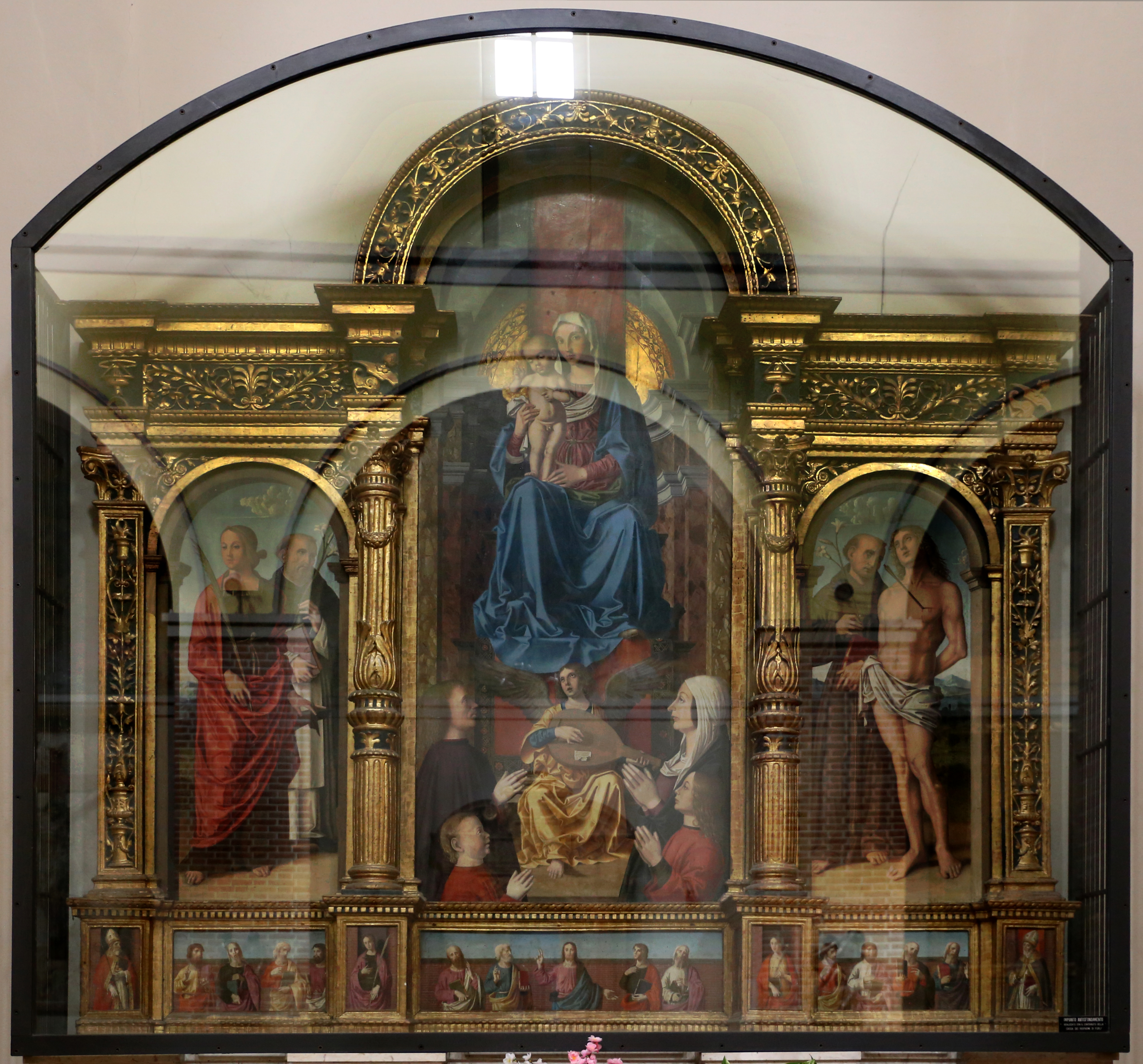
Triptyque de San Biagio à Forli'

  - Glorification de saint Antoine abbé en majesté entre les saints Jean Baptiste et Sébastien, tempera sur toile, 168 × 152 cm[1]

- Le Baptême du Christ, National Gallery of Victoria de Melbourne

- Vierge à l'Enfant en majesté, avec trois anges et quatre saints, église S. Maria degli Angeli, à Brisighella
- Adoration des mages, à Brisighella
- Crucifixion et saints, v. 1510, 112 × 90 cm, Galerie des Offices, Florence. Se trouvait au XVIIe siècle dans la sacristie de l'église de Monteoliveto[2].
- Le Christ mort soutenu par deux anges (1510), musée du Louvre à Paris
- Le Christ, homme de douleur, Liechtenstein Museum de Vienne
- Nativité (1530), Huile sur bois transposé sur toile, 213 × 144 cm, Musée de Grenoble, France
- La Sainte famille avec saint Jean et sainte Catherine d'Alexandrie, Fondazione Cassa dei Risparmi de Forlì
- L'Immaculée avec le Pere éternel en gloire et les saints Anselme, Augustin et Étienne, chapelle Ferri, Abbazia di S. Mercuriale, Forlì
- Vierge à L'Enfant en majesté entre les saints Jean l'Evangéliste et Catherine d'Alexandrie, chapelle del Palmezzano dell'Abbazia di S. Mercuriale
- Crucifixion avec les saints Gualbert et Madeleine, Abbazia di S. Mercuriale
- Saint Roch, Duomo de Forlì
- Vierge à l'Enfant et saints, pinacothèque de Brera à Milan
- Vierge à l'Enfant en majesté avec saint Michel Archange et saint Jacques Mineur, Saint Ambroise, Saint Jérôme, L'Archange Raphaël et le jeune Tobie'' et Saint Augustin, Pinacoteca Civica à Faenza
- Annonciation, église Santa Maria dei Servi de Forlimpopoli
- Vierge en Majesté avec les saints Marguerite et Jean Baptiste, paroissiale Santa Maria Assunta à Dozza
- Visitation, église S. Antonio Abate in Ravaldino à Forlì.
- Judith tenant la tête d'Holopherne (1525), Huile sur bois, Musée d'art et d'histoire de Genève

## Galerie d'images

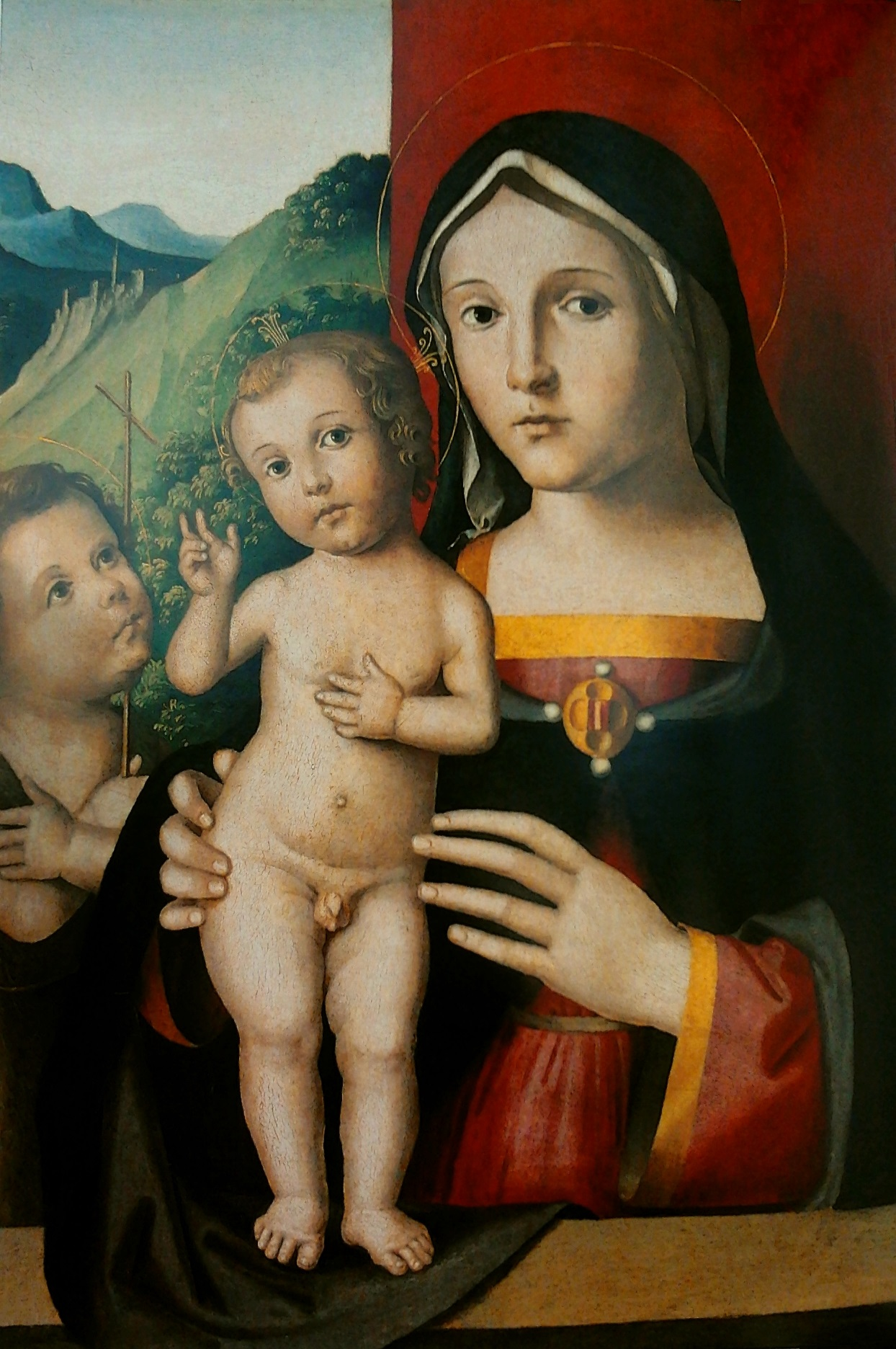
La Vierge et l'Enfant, Musée national de Varsovie
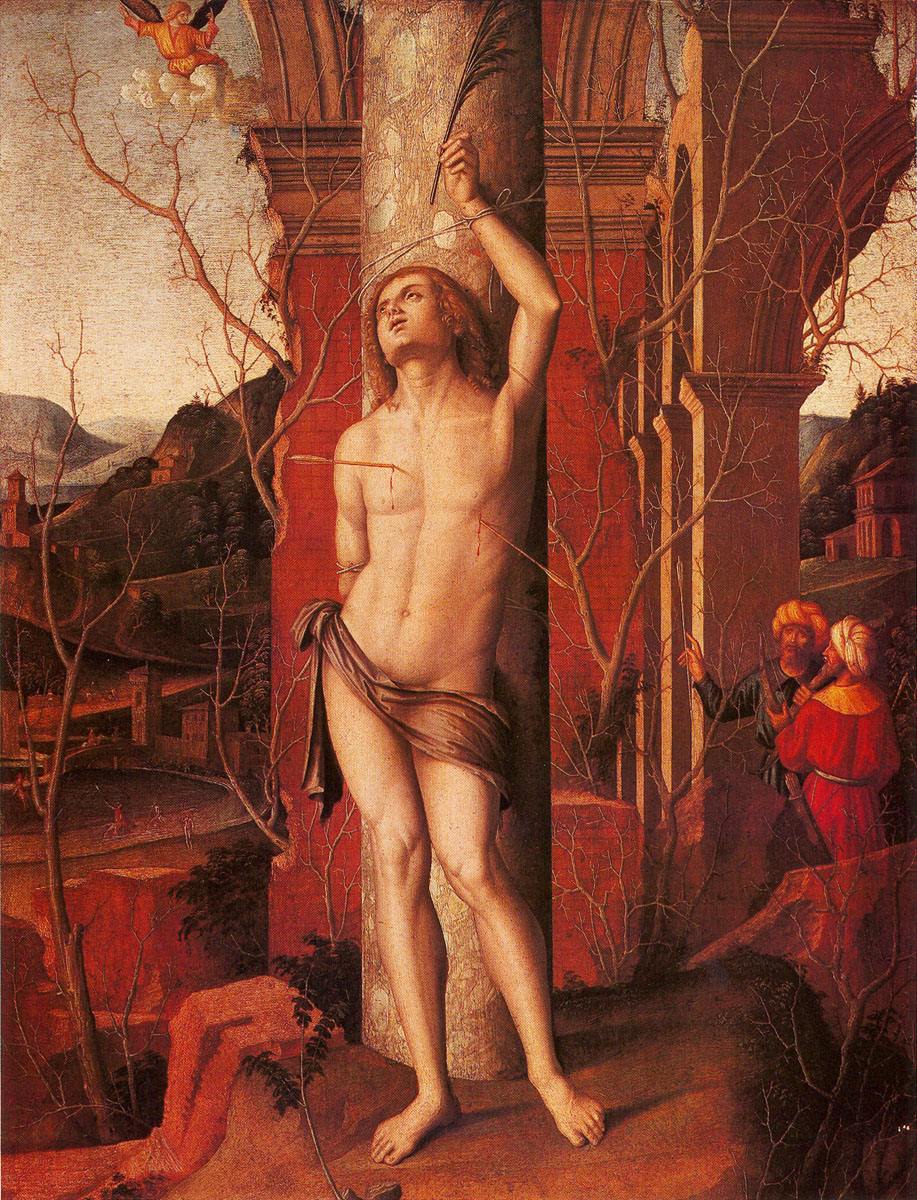
St Sebastien, Musée des beaux-arts de Budapest
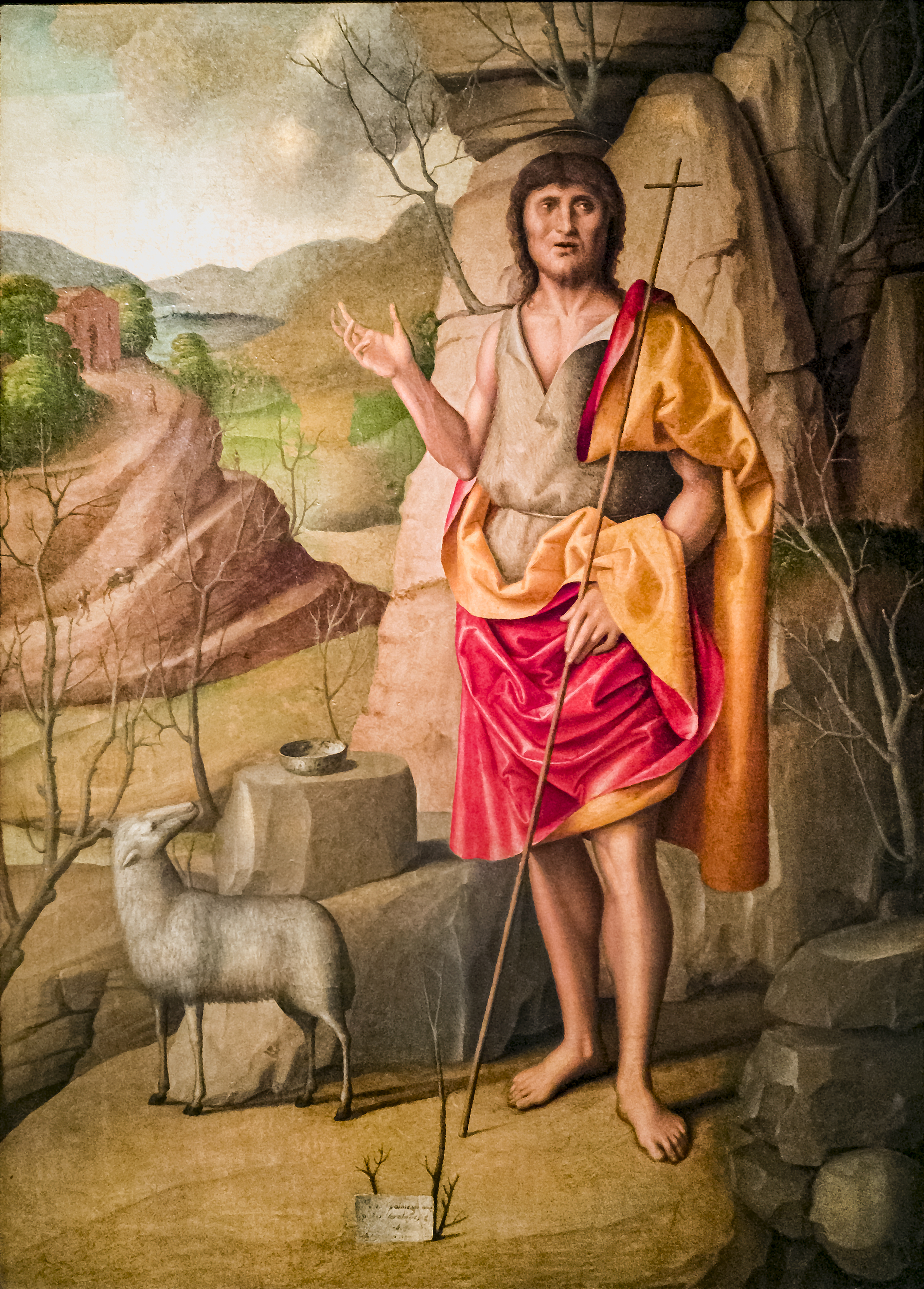
Jean le Baptiste - Ca' Rezzonico - Venise
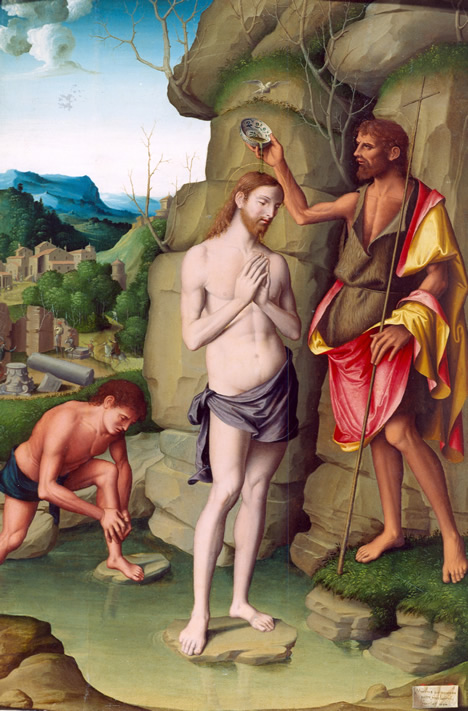
Le baptême du Christ, pinacothèque de Forlì
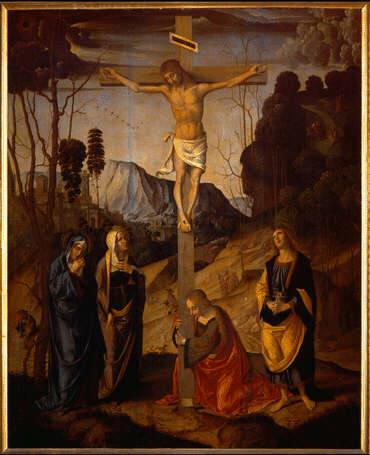
Crucifixion, Musée des Offices, Florence
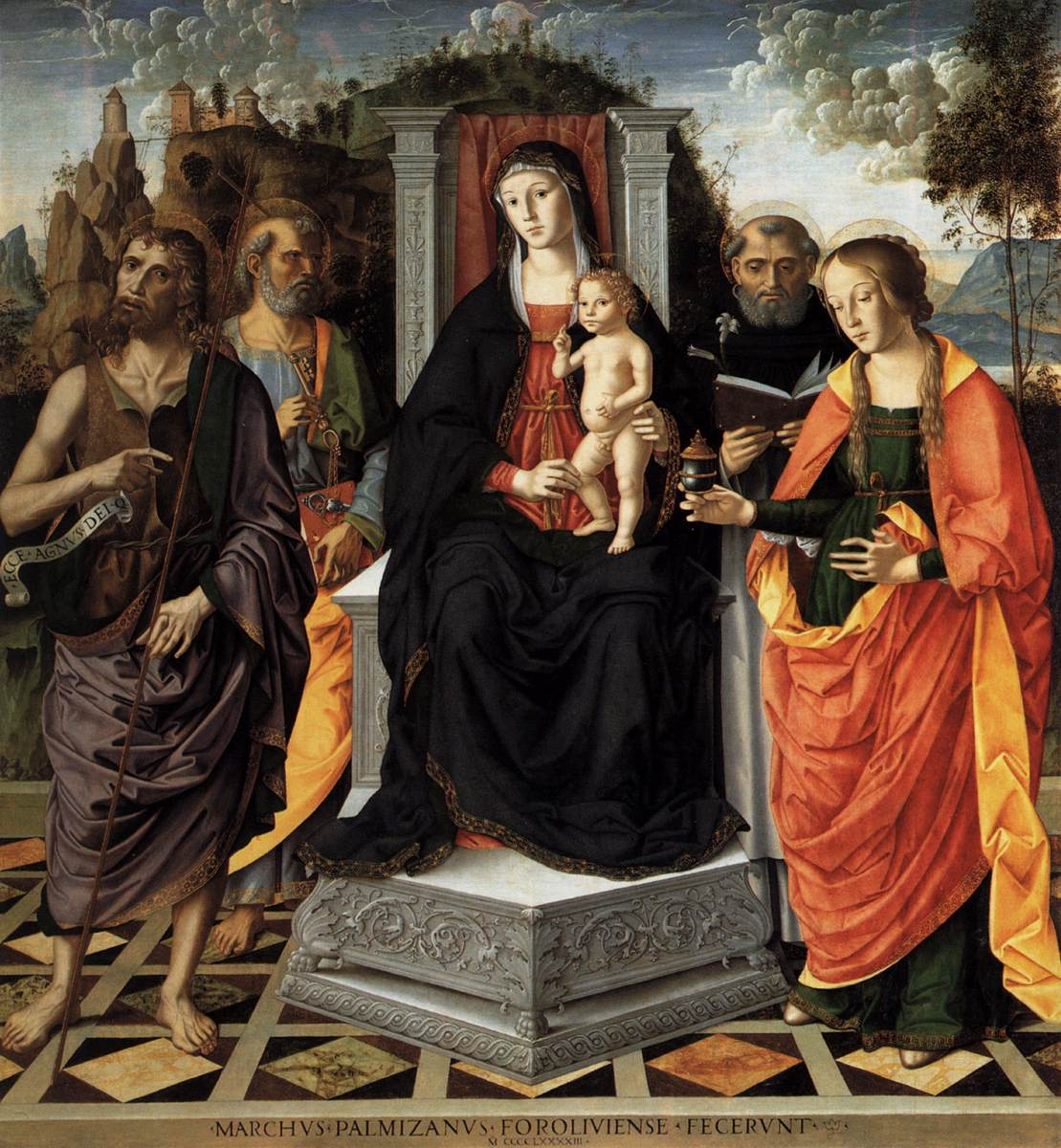
La Vierge et l'Enfant avec les Saints, Pinacothèque de Brera
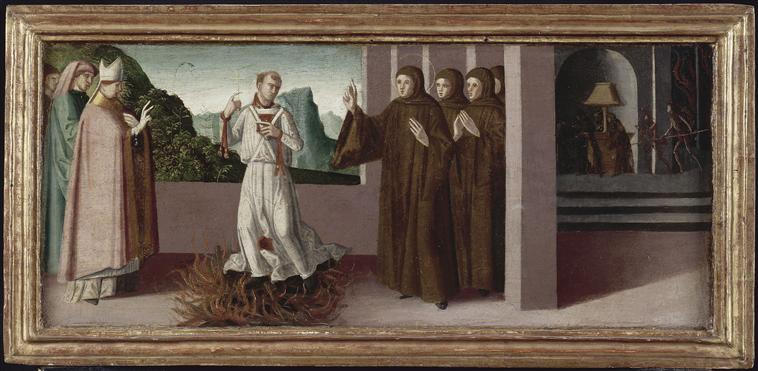
Peter Igneus traversant les flammes, Musée du Louvre, Paris

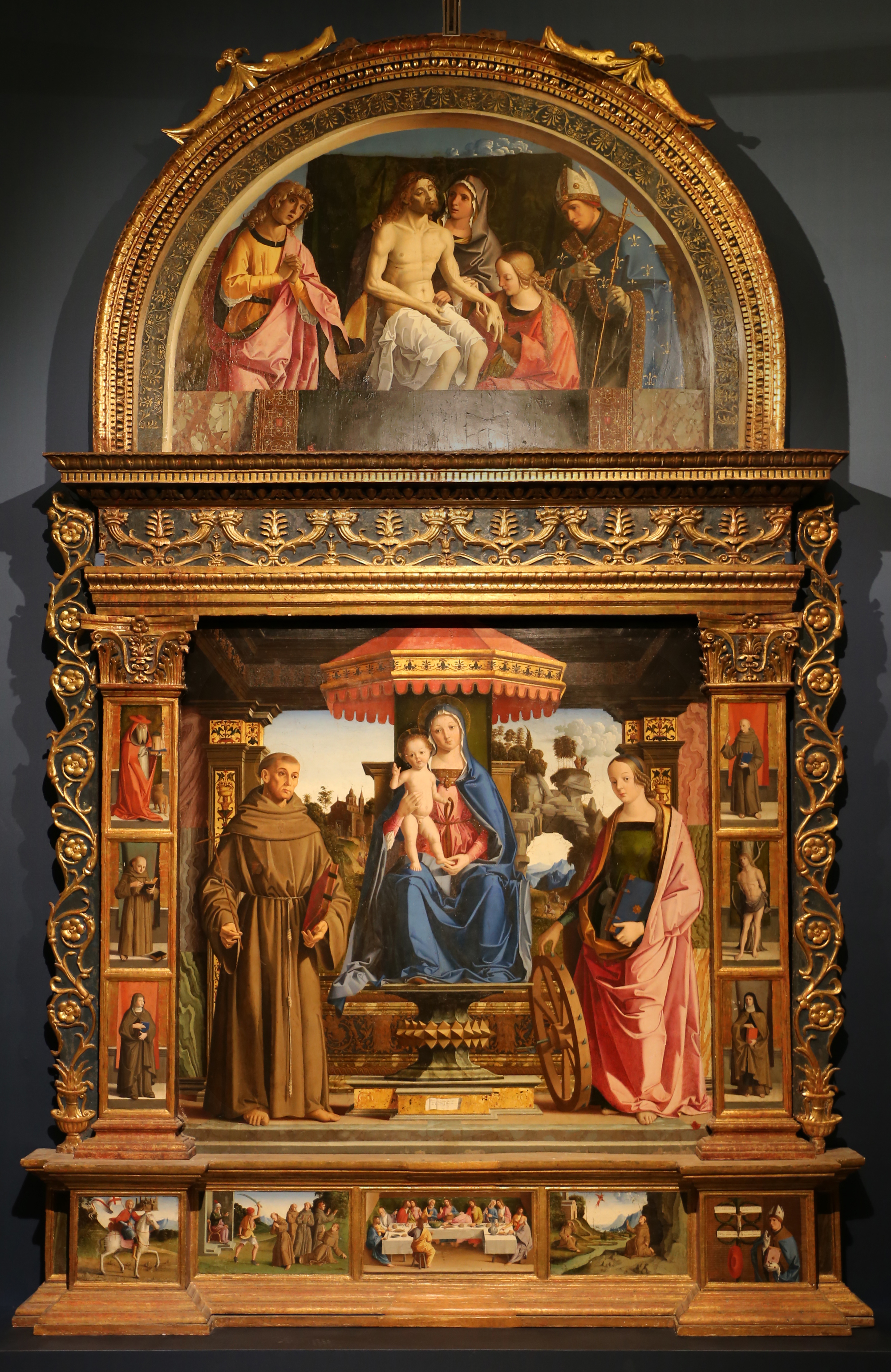
Madone à l’Enfant avec Saints, 1501, Eglise San Francesco de Matelica dans la province de Macerata dans les Marches
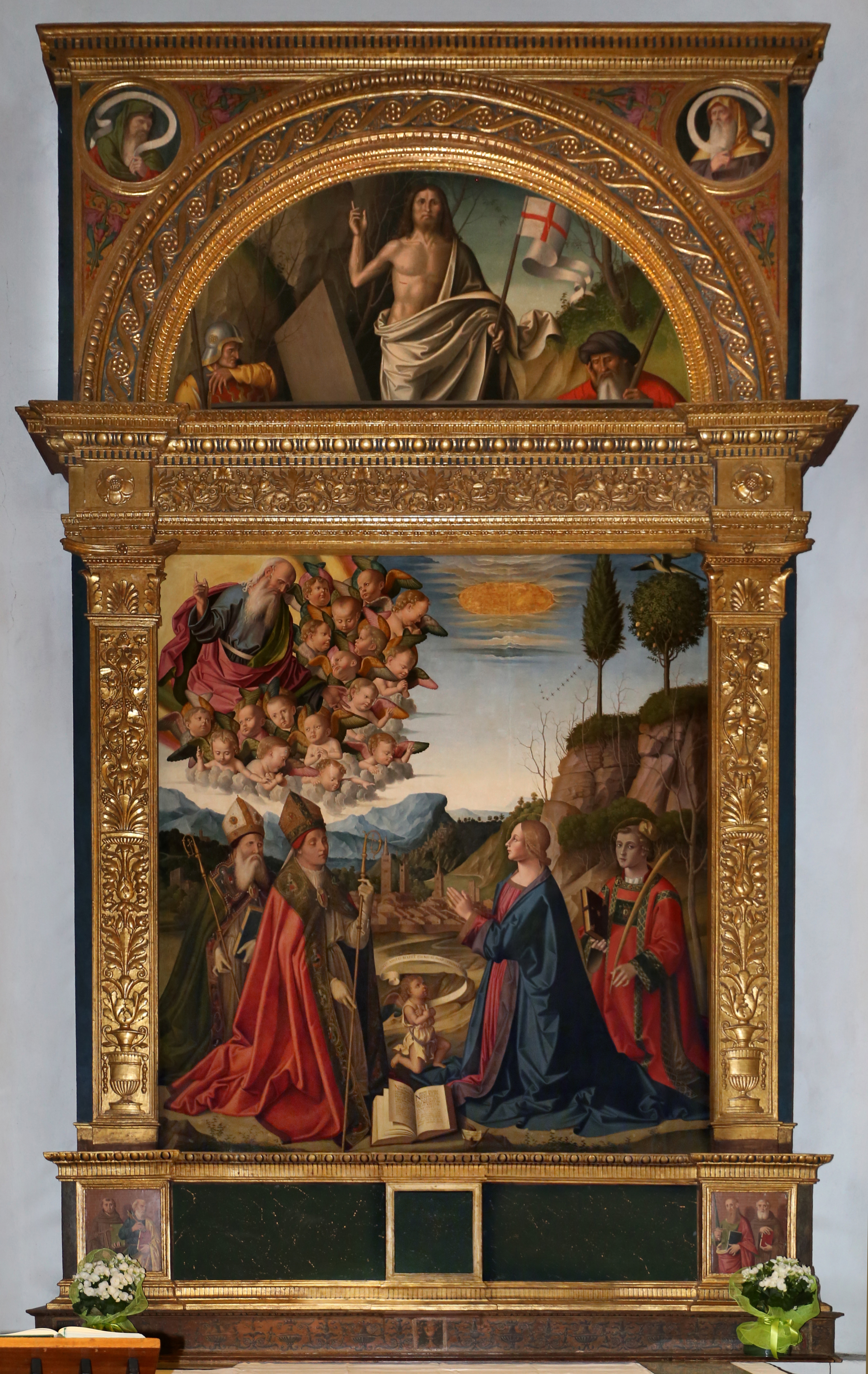
Immaculée en présence des saints Augustin, Anselme et Stéphane, avec Lunette de la résurrection, Abbaye de saint Mercuriale de Forli’, Forli, 1509

### Sources
- La prima retrospettiva dedicata a Marco Palmezzano, exposition à la bibliothèque du couvent des Dominicains de  Forli de décembre 2005 à avril 2006 :
- Marco Palmezzano et la Renaissance en Romagne,